# سوق الجمعة (مكثر)
سُوق الجُمُعَة قرية تقع في معتمدية مكثر بولاية سليانة بالوسط الغربي التونسي، شمال غرب مدينة مكثر. ترقيمها البريدي هو 6140.

### مواضيع ذات علاقة
- معتمدية مكثر.
- ولاية سليانة.